# Jewgeni Sladkow
Jewgeni Sladkow (* 15. Dezember 1983) ist ein kasachischer Bahn- und Straßenradrennfahrer.

## Karriere
Jewgeni Sladkow fuhr 2006 für das belgische Continental Team Jartazi-7Mobile als Stagiaire. Im nächsten Jahr wurde er Profi bei dem kasachischen UCI ProTeam Astana. 2008 wechselte er zu Centri della Calzatura-Partizan. Dort belegte er den achten Rang in der Gesamtwertung der Tour of Hainan. Im nächsten Jahr wurde er Achter bei der Tour of Qinghai Lake. Bei der Asienmeisterschaft 2010 gewann Sladkow auf der Bahn die Silbermedaille im Scratch.

## Erfolge – Bahn
2010
- Asienmeisterschaft – Scratch

## Teams
- 2006 Jartazi-7Mobile (Stagiaire)
- 2007 Team Astana
- 2008 Centri della Calzatura-Partizan (ab 15.06.)